# Русанешти (Олт)
Русанешти (рум. Rusăneşti) насеље је у Румунији у округу Олт у општини Русанешти. Oпштина се налази на надморској висини од 54 m.

## Становништво
Према подацима из 2002. године у насељу је живело 4951 становника, од којих су сви румунске националности.

### Хронологија
| Година       | 1992 | 1993 | 1994 | 1995 | 1996 | 1997 | 1998 | 1999 | 2000 | 2001 | 2002 | 2003 | 2004 | 2005 | 2006 | 2007 | 2008 | 2009 | 2010 | 2011 | 2012 | 2013 | 2014 | 2015 | 2016 | 2017 |
| ------------ | ---- | ---- | ---- | ---- | ---- | ---- | ---- | ---- | ---- | ---- | ---- | ---- | ---- | ---- | ---- | ---- | ---- | ---- | ---- | ---- | ---- | ---- | ---- | ---- | ---- | ---- |
| Становништво | 5086 | 5079 | 5077 | 5051 | 5031 | 4983 | 5010 | 4956 | 4951 | 4936 | 4884 | 4856 | 4841 | 4784 | 4740 | 4678 | 4627 | 4588 | 4524 | 4480 | 4426 | 4394 | 4343 | 4281 | 4301 | 4215 |